# Ziethen (bei Anklam)
Ziethen település Németországban, Mecklenburg-Elő-Pomeránia tartományban. Lakosainak száma 429 fő (2023. december 31.).

## Népesség
A település népességének változása:
| Lakosok száma | 472  | 462  | 445  | 439  | 429  |
|               | 2017 | 2019 | 2021 | 2022 | 2023 |